# Castilleja elegans
Castilleja elegans là loài thực vật có hoa thuộc họ Cỏ chổi. Loài này được Malte mô tả khoa học đầu tiên năm 1934.

## Hình ảnh

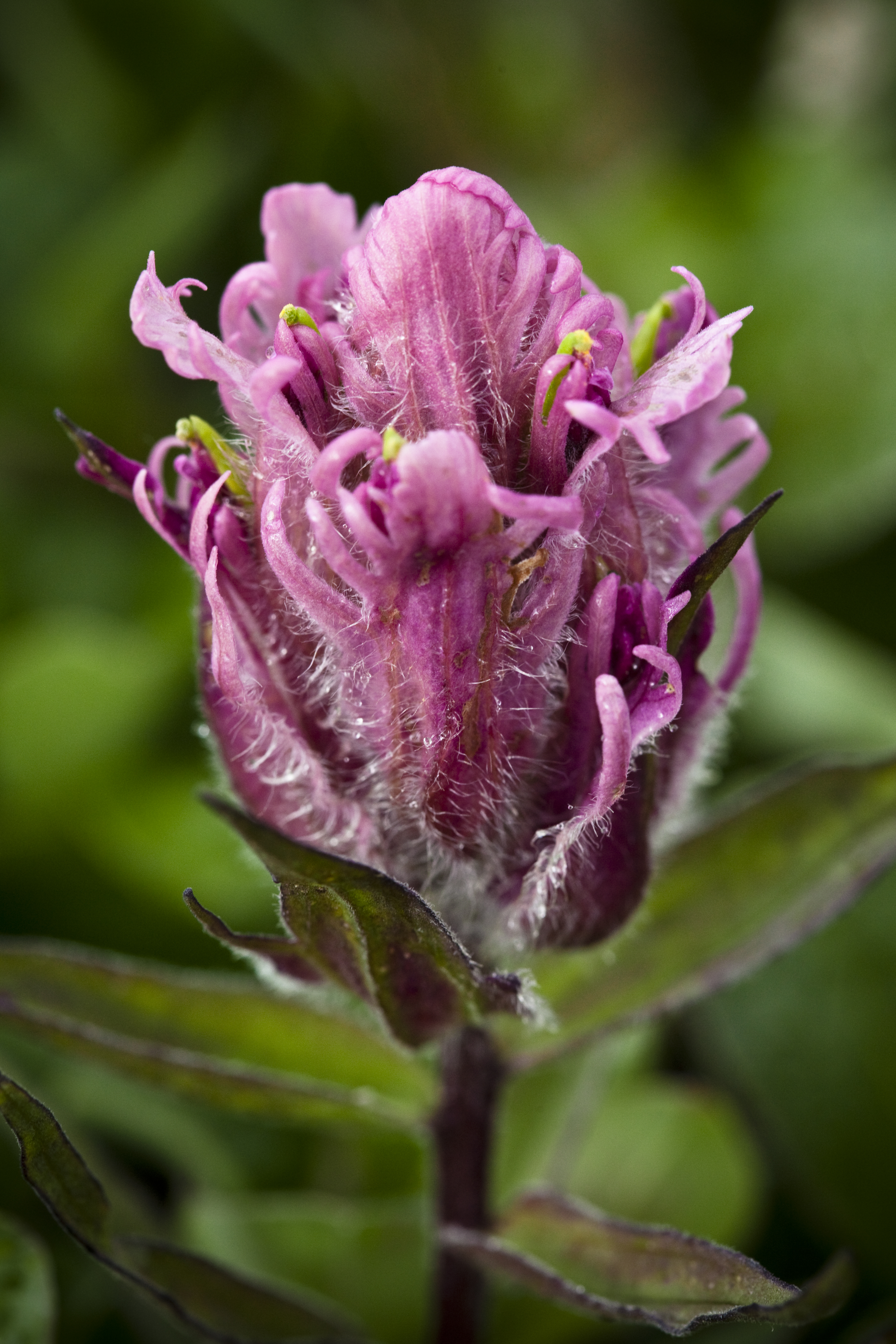